# Igli (Algeria)
Igli è un comune dell'Algeria, situato nella provincia di Béni Abbès.